# Tillandsia limbata
Tillandsia limbata es una especie de planta epífita dentro del género  Tillandsia, perteneciente a la  familia de las bromeliáceas. Es originaria de México donde se encuentra en el Estado de Veracruz. 

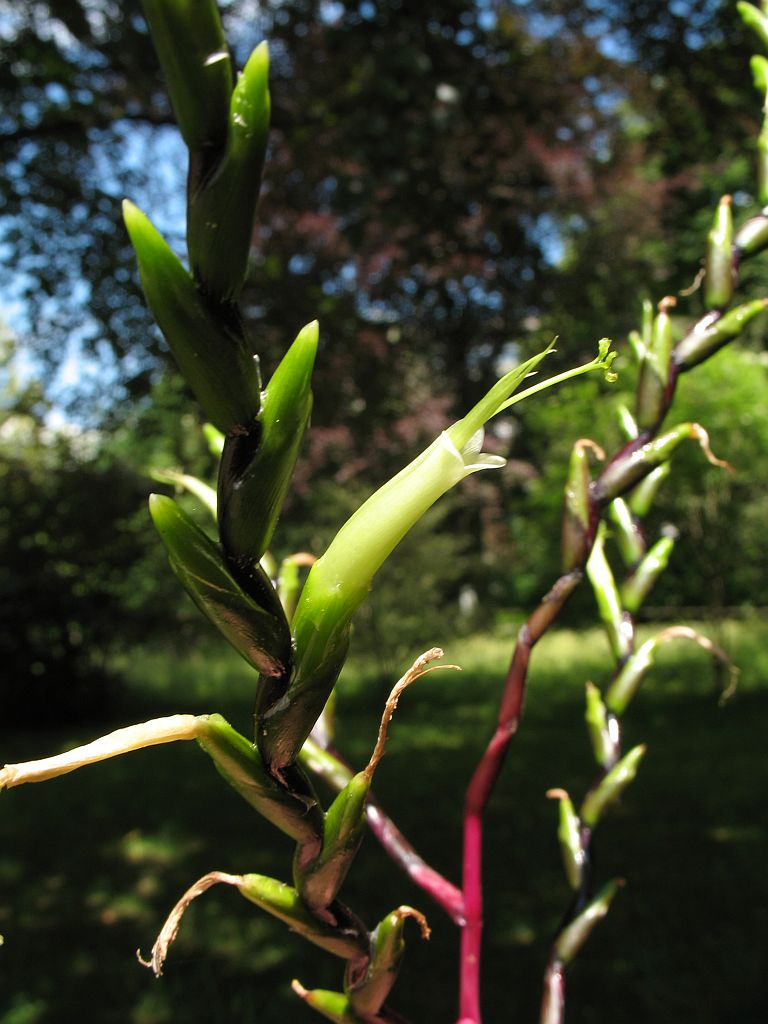
Vista de la planta

## Cultivares
- Tillandsia 'Durrell'
- Tillandsia 'Gusher'

## Descripción
Son plantas epífitas que alcanza un tamaño de hasta 120 cm en flor, acaules. Hojas de (37-)72-76 cm; vainas (5.5-)7-8 cm de ancho, pardo claro, frecuentemente castaño basalmente, densamente lepidotas; láminas 3-3.5 cm de ancho, densamente cinéreo lepidotas, angostamente triangulares en el envés, atenuadas. Escapo 50-70 cm, típicamente más corto que las hojas; brácteas inferiores foliáceas, las superiores vaginiformes con láminas cortas e involuto-subuladas. Inflorescencia laxamente 1-pinnado compuesta, erecta; brácteas primarias reducidas, mucho más cortas que las espigas; espigas (19-)30-35 cm, patentes a ascendentes, con 9-15 flores. Brácteas florales 1.8-2.3 cm, tan largas como o ligeramente más largas que los entrenudos, más cortas que los sépalos, erectas, ecarinadas, lisas, glabras, coriáceas, los márgenes basales envolviendo al raquis. Flores con pedicelos 3-4 mm; sépalos 1.8-2.5 cm, lisos, carinados o los 2 posteriores anchamente carinados basalmente, glabros, coriáceos, libres o desigualmente brevemente connatos; pétalos blanco-verdosos. Los frutos son cápsulas de 3 cm.

## Taxonomía
Tillandsia limbata fue descrita por Diederich Franz Leonhard von Schlechtendal y publicado en Linnaea 18: 419–422. 1844[1845].
Etimología
Tillandsia: nombre genérico que fue nombrado por Carlos Linneo en 1738 en honor al médico y botánico finlandés Dr. Elias Tillandz (originalmente Tillander) (1640-1693).
limbata: epíteto latíno que significa "con bulbos"
Sinonimia
- Tillandsia drepanoclada Baker
- Tillandsia geniculata E.Morren ex Baker
- Tillandsia pulvinata E.Morren ex Baker
- Tillandsia simplexa Matuda[3][4]